# 에드가라스 양카우스카스
에드가라스 양카우스카스(리투아니아어: Edgaras Jankauskas, 1975년 3월 12일 ~ )는 리투아니아의 전직 축구 선수이자 현 축구 지도자로 현재 리투아니아 축구 국가대표팀의 감독으로 재직 중이며 현역 시절 공격수로 활약했다.

## 선수 시절

### 클럽 경력
자국 리그인 A 리가의 FK 잘기리스에서 데뷔한 이후 1995-96 시즌까지 팀의 주축 공격수로 활약하며 리그 2회 우승(1991, 1991-92) 및 3회 준우승(1992-93, 1993-94, 1994-95), 1995-96 시즌 리그 3위, 리투아니아 풋볼컵 3회 우승(1991, 1992-93, 1993-94) 및 2회 준우승(1992, 1995) 등에 이바지했다.
그 후 1996 시즌과 1997 시즌에 러시아 프리미어리그의 CSKA 모스크바와 토르페도 모스크바로 이적한 이후에도 잘기리스 시절 못지 않은 준수한 활약을 펼침으로서 1997 시즌 이후 벨기에 프로 리그의 클뤼프 브뤼허로 이적한 뒤 비록 2시즌동안 임팩트한 모습을 보여주진 못했지만 1997-98 시즌 리그 우승과 벨기에 컵 준우승, 1998-99 시즌 준우승 등에 일조했다.
이러한 잠재력을 높이 평가한 스페인 라리가의 레알 소시에다드에 의해 2000-01 시즌 겨울 이적 시장에서 한화 약 32억원에 영입되어 반시즌동안 기대 이하의 모습을 보여주었고 차기 시즌인 2000-01 시즌에는 어느 정도 공격력이 살아나면서 팀을 리그 강등의 위기에서 건져내긴 했지만 여전히 기대 이하의 모습을 보여주었다.
그 후 2001-02 시즌 겨울 이적 시장 당시 포르투갈 프리메이라리가의 명문 SL 벤피카로 임대 이적한 이후에는 리그 12경기 8골을 터뜨리며 리그 4위의 성적에 크게 일조했고 2001-02 시즌 이후 벤피카의 라이벌팀인 FC 포르투로 트레이드되었다.
포르투로 이적 후 2003-04 시즌까지 3시즌동안 주축 공격수로 활약하며 리그 2회 우승(2002-03, 2003-04) 및 2001-02 시즌 리그 3위, 2002-03 시즌 타사 드 포르투갈 우승, 2003-04 시즌 타사 드 포르투갈 준우승, 2002-03년 UEFA 유로파리그 우승, 2003-04년 UEFA 챔피언스리그 우승, 수페르타사 칸디두 드 올리베이라 2연속 우승(2003, 2004), 2003년 UEFA 슈퍼컵 준우승 등에 기여했다.
그러나 2004-05 시즌을 앞두고 주제 무리뉴 감독이 잉글랜드 프리미어리그의 첼시 FC로 떠나고 빅토르 페르난데스 감독이 포르투의 후임 사령탑으로 부임한 뒤 팀내 입지가 좁아지면서 포르투와의 계약을 종료한 직후 프랑스 리그앙의 OGC 니스로 임대 이적했지만 최악의 성적만을 남긴 채 5년간의 빅리그 커리어에 마침표를 찍었다.
5년간의 빅리그 생활을 마감한 후 FBK 카우나스 입단을 통해 고향으로 복귀했다가 스코티시 프리미어십의 하트 오브 미들로시언의 당시 구단주의 요청을 받고 임대 이적하여 임대 이적 첫 시즌에서는 29경기 17개의 공격포인트(10골 7어시스트)를 작성하며 2005-06 시즌 리그 준우승과 스코티시컵 우승에 공헌했으나 차기 시즌에서는 부진한 모습을 드러냈고 이후에도 다른 팀들에서도 이렇다할 성과를 보여주지 못한 채 2011년 파켈 보르데시를 끝으로 20년간의 현역 생활을 마감했다.

### 국가대표팀 경력
1991년 11월 15일 자국에서 열린 에스토니아와의 발틱컵 1차전에서 국제 A매치 데뷔전을 치러 이 대회에서 팀의 우승을 맛본 이후 한동안 대표팀과는 인연이 닿지 않다가 1995년 10월 11일 에스토니아와의 UEFA 유로 1996 예선 4조 9차전을 통해 약 4년만에 대표팀에 발탁되어 팀의 조 3위의 성적에 조금이나마 일조했다.
그 후 1996년 10월 5일 아이슬란드와의 1998년 FIFA 월드컵 유럽 지역 예선 8조 2차전에서 A매치 데뷔 7년만에 첫 골을 신고하는 등 10경기에서 3골을 기록하며 리투아니아 축구 역사상 월드컵 유럽 지역 예선 역대 최고 성적(5승 2무 3패·조 3위)에 기여했고 2006년 FIFA 월드컵 유럽 지역 예선에서도 10경기 3골을 기록했으며 2009년 4월 1일 프랑스와의 2010년 FIFA 월드컵 유럽 지역 예선 7조 6차전을 끝으로 A매치 통산 56경기 10골의 기록을 남기고 국가대표팀 은퇴를 선언했다.

## 지도자 경력

### 초기 경력
현역 은퇴 후 러시아 프리미어리그의 로코모티프 모스크바의 코치로 본격적인 지도자 커리어를 시작한 뒤 2011-12 시즌동안 역임했고 이후 2012-13 시즌에는 친정팀인 스코티시 프리미어십의 하트 오브 미들로시언의 코치를 맡으며 스코티시 리그컵 준우승을 이끌었다.

### 리투아니아 대표팀
2014 시즌 무렵 자국 리그 클럽인 FK 리테리아이의 감독으로 부임하여 리그 4위의 성적을 이끌었고 그로부터 2년 뒤인 2016년 리투아니아 대표팀의 사령탑으로 부임했지만 2018년 FIFA 월드컵 유럽 지역 예선 F조에서는 10경기에서 1승 3무 6패·조 5위의 부진한 성적에 그쳤고 심지어 2018-19년 UEFA 네이션스리그 C에서는 6전 전패·4조 최하위에 그치며 네이션스리그 이후 결국 경질 수순을 밟고 말았다.
이후 4년간 야인으로 지내다가 친정팀인 FK 리테리아이의 코치로 현장에 복귀한 뒤 이듬해인 2023년 1월 12일 리투아니아 대표팀의 감독으로 재부임한 이후 UEFA 유로 2024 예선, 2022-23년 UEFA 네이션스리그 C 등의 국제 대회에서 팀을 이끌었고 특히 지브롤터와의 2022-23년 UEFA 네이션스리그 C 강등 플레이아웃에서 2전 전승을 거두며 리그 C 잔류에 성공했다.